# Pseudospinaria interstitialis
Pseudospinaria interstitialis är en stekelart som beskrevs av Günther Enderlein 1921. Pseudospinaria interstitialis ingår i släktet Pseudospinaria och familjen bracksteklar. Inga underarter finns listade i Catalogue of Life.